# Castell de Dunnottar
El castell de Dunnottar (Dunnottar Castle en anglès) és un castell medieval, avui en ruïnes, que es troba assentat sobre un precipici rocós a un cap de la costa nord-est d'Escòcia (Regne Unit), aproximadament tres quilòmetres al sud de Stonehaven.
Els edificis del castell que han arribat fins a nosaltres corresponen essencialment als segles xiv i xv, però gairebé amb completa seguretat hi va existir una important fortalesa ja als anomenats segles foscos. El castell de Dunnottar va tenir un paper important en la Història d'Escòcia durant l'Edat Mitjana i fins a la Il·lustració, a causa de la seva posició estratègica que controla les rutes de transport marítim cap al nord d'Escòcia i també al fet que per trobar-se situat sobre una terrassa costanera que controlava els moviments terrestres que passaven en una estreta franja de terreny als peus de la terrassa, en particular els accessos terrestres a l'antic Causey Mounth, l'única ruta medieval costanera cap al sud a través de Portlethen Moss cap a Aberdeen. El lloc, que actualment està en mans privades encara que obert al públic, és visitat per centenars de milers de turistes cada any.
Les ruïnes del castell s'estenen al llarg d'una àrea rocosa d'una hectàrea i quart de superfície que es troba pràcticament envoltada pel mar del Nord, amb una caiguda vertical d'uns cinquanta metres. Aquest castell de planta en L Posseeix com a únic accés un estret canal de terra que el connecta amb la terra ferma, prosseguint per un camí escarpat que porta fins a una porta fortificada.
Les roques i els entrants i sortints de la costa al nord i al sud del castell es van convertir en residència de desenes de milers d'aus marines, que fa d'aquesta extensió de la costa escocesa un notable santuari d'aus al nord d'Europa, amb una àmplia diversitat d'espècies i un elevat nombre d'animals. Algunes escenes de la pel·lícula Hamlet, amb Mel Gibson i Glenn Close, van ser rodades al castell de Dunnottar. També la pel·lícula Brave de Disney-Pixar es va inspirar en aquest lloc per a la seva pel·lícula de la Princesa Mèrida.